# White Knight Chronicles: Origins
White Knight Chronicles: Origins (白騎士物語 -episode.portable- ドグマ・ウォーズ?, Shirokishi Monogatari Episode Portable: Dogma Wars) è un videogioco di ruolo sviluppato dalla SCE Japan Studio e distribuito dalla Sony Computer Entertainment esclusivamente per PlayStation Portable. È il prequel di White Knight Chronicles in quanto la trama è ambientata 10.000 anni prima della storia originale della saga. È stato pubblicato in Giappone il 3 febbraio 2011 e in Europa e in Australia rispettivamente l'8 e il 9 giugno 2011, anche se è stato posticipato in Irlanda e nel Regno Unito il 10 giugno, in contemporanea all'uscita di White Knight Chronicles II.

## Accoglienza
La rivista Play Generation diede al gioco un punteggio di 70/100, apprezzando la ricca personalizzazione di personaggi, armi ed equipaggiamenti e la solida modalità online e come contro la struttura di gioco ripetitiva, gli scenari spogli e poco estesi ed i caricamenti frequenti, reputando che gli amanti dei GdR cooperativi ne avrebbero apprezzato la completezza e la longevità, ma PSP offriva molto di meglio in questo genere.